# شعله‌های خشم (فیلم ۱۳۷۱)
شعله‌های خشم فیلمی به کارگردانی حمیدرضا آشتیانی‌پور و نویسندگی آشتیانی‌پور و سید مجید امامی محصول سال ۱۳۷۱ است.

## خلاصه داستان
حاج همت و برادرزاده‌اش صالح به همراه جمعی از کارگران، مأمور مهار آتش‌سوزی چاه‌های نفت در کویت شده و به آنجا می‌روند…

## بازیگران
- علی نصیریان
- عبدالحسن برزیده
- اسماعیل سلطانیان
- شهره احمدپور
- بهروز رضوی
- افسانه خشتی
- سعید بهروزی
- محمدملک درویش
- رضا قهرمانی
- جهانگیر کشوری
- مرتضی کلباسی
- حجت‌الله علیمراد
- سعید حسین‌زاده
- فریبرز واله
- محمد خلج
- حسن مرشدی پور
- حمید راسخی نیا
- علی ماه دشتی
- سعیده رسول‌زاده
- رؤیا احمدی زاده
- حسین رهبری
- زینب آشتیانی پور
- حسین احمدی
- حامد مغفوری
- محرمی
- فتح‌الله کامران
- غلامحسین باقری
- مرتضی ذاکری
- امان‌الله لهراسبی
- عبدالله سنامیری
- ملکه رنجبر